# Lombardia
Lombardia – kraina historyczna i region administracyjny w północnych Włoszech, między Szwajcarią na północy a rzekami: Pad na południu, Ticino na zachodzie, Mincio na wschodzie. Jej nazwa pochodzi od germańskiego plemienia Longobardów, którzy w VI wieku podbili północne obszary obecnych Włoch i założyli swoje królestwo z ośrodkiem w mieście Ticinum (obecnie Pawia) – początkowo słowo „Lombardia” oznaczało wszystkie części obecnej Italii pod panowaniem Longobardów, następnie znaczenie słowa zostało zawężone do obszarów wokół ich stolicy (zob. Romania).Od północy graniczy ze Szwajcarią, od wschodu z regionami Trydent-Górna Adyga i Wenecja Euganejska, od południa z Emilią-Romanią, a od zachodu z Piemontem.

## Informacje ogólne
- stolica: Mediolan
- powierzchnia: 23 862 km²
- liczba mieszkańców: 9,46 mln

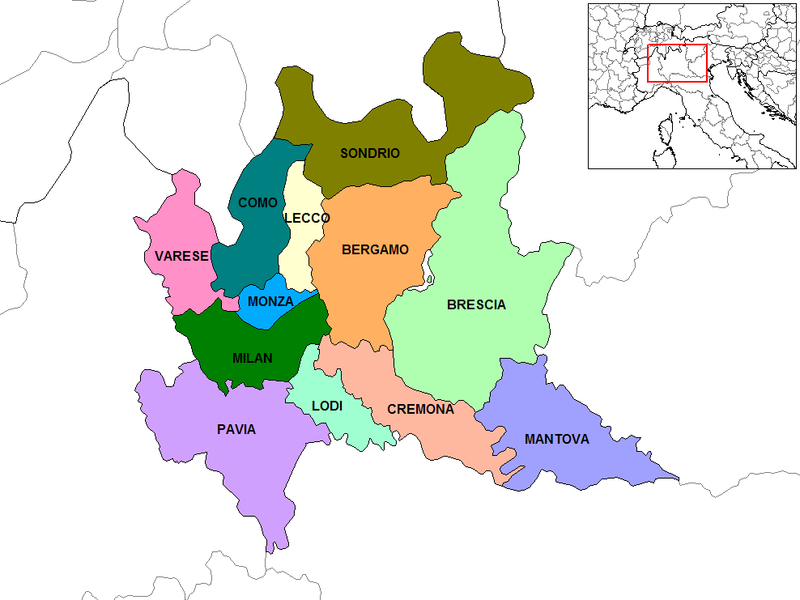
Prowincje włoskie wchodzące w skład regionu Lombardii

- gęstość zaludnienia: 388 mieszk./km²
- prezydent: Attilio Fontana[1]
- ważniejsze miasta: Bergamo, Brescia, Como, Cremona, Pawia, Varese
- najwyższy szczyt: Bernina (4049 m) w Alpach Lombardzkich

Południową część Lombardii zajmuje Nizina Padańska, a północną Alpy. Główne rzeki: Pad i Adda. Na przedgórzu Alp występują jeziora polodowcowe, największe to Maggiore, Como, Garda, Iseo i Lugano.
Lombardia jest najbogatszym i najlepiej rozwiniętym gospodarczo regionem Włoch. Wydobywa się gaz ziemny. Występuje przemysł hutniczy, maszynowy, chemiczny (Montecatini), włókienniczy, elektrotechniczny, środków transportu (Alfa Romeo, FIAT i inne), cementowy, odzieżowy, spożywczy, skórzany.
W regionie występuje intensywne rolnictwo: uprawa pszenicy, kukurydzy, ryżu, warzyw, drzew owocowych. Hoduje się bydło i trzodę chlewną.
Wielki ośrodek turystyczny i kultury (La Scala i Katedra w Mediolanie, zabytki Bergamo, Brescii), liczne ośrodki narciarskie w Alpach.
W skład regionu wchodzi 12 prowincji: prowincja Brescia, prowincja Bergamo, prowincja Como, prowincja Cremona, prowincja Lecco, prowincja Lodi, prowincja Mantua, prowincja Mediolan (zlikwidowana w grudniu 2014), prowincja Pawia, prowincja Sondrio, prowincja Varese i od 2009 Prowincja Monza i Brianza.

## Historia
W czasach rzymskich obszary Lombardii znajdowały się w prowincji Galia Przedalpejska (Gallia Cisalpina). We wczesnym średniowieczu nazwa Lombardia odnosiła się do wszystkich posiadłości Longobardów w Italii (w odróżnieniu od posiadłości bizantyjskich zwanych Romanią). Od VII w. – jedynie do jej północnej części, będącej trzonem państwa Longobardów (stolica w Pawii). Od 774 w państwie Franków. Od IX w. główna posiadłość Lotara, wnuka Karola Wielkiego. Po śmierci Lotara Lombardia stała się terenem rozgrywek drobnych władców włoskich o koronę cesarską – gdy korona cesarska przeszła do Państwa Wschodniofrankijskiego (zob. Otton I) Lombardia jak większość północnych Włoch stała się zależna od cesarskich dynastii Niemieckich. Przez całe średniowiecze toczyły z nimi walki (zob. Liga Lombardzka) – miasta lombardzkie były wolnymi republikami, pod koniec średniowiecza i w XVI wieku księstwem pod władzą Sforzów i Viscontich. W XVI w. Lombardia stała się terenem rywalizacji Francji i Habsburgów, którym ostatecznie przypadła (wpierw gałęzi hiszpańskiej, następnie austriackiej). Pod koniec XVIII wieku została zdobyta przez Napoleona kolejno w składzie Republiki Transpadańskiej, Republiki Cisalpińskiej, Republiki Włoskiej i Królestwa Włoch. Kongres wiedeński zwrócił ją Austrii, w której wraz z Veneto tworzyła Królestwo Lombardzko-Weneckie.

## Gospodarka
Lombardia jest jednym z najbogatszych regionów Europy i świata. Dochód na głowę mieszkańca wynosi w Lombardii 142% średniej unijnej. Lombardia wytwarza jedną czwartą PKB Włoch, chociaż mieszka tam około jedna szósta ludności kraju.

## Prezydenci Lombardii
- 1970–1974: Piero Bassetti (DC)
- 1974–1979: Cesare Golfari (DC)
- 1979–1987: Giuseppe Guzzetti (DC)
- 1987–1989: Bruno Tabacci (DC)
- 1989–1992: Giuseppe Giovenzana (DC)
- 1992–1994: Fiorella Ghilardotti (PDS)
- 1994–1995: Paolo Arrigoni (LN)
- 1995–2013: Roberto Formigoni (FI/PdL)
- 2013–2018: Roberto Maroni (LN)[2]
- 2018–2023: Attilio Fontana (LN)

## Potrawy kuchni lombardzkiej
- Risotto alla milanese
- Cotoletta alla milanese
- Ossobuco
- Cassoeula
- Panettone
- Missoltini
- Polenta
- Torrone
- Bresaola
- Rane fritte
- Lumache in guazzetto
- Polenta taragna
- Pizzoccheri
- Sciat
- Gorgonzola
- Granone lodigiano
- Brasato
- Tapelucco
- Involtini di verza
- Trippa alla milanese
- Risotto alla vogherese
- Rostisciada
- Ravioli di brasato
- Pesce d’acqua dolce in carpione
- Olio d’oliva del Garda

## Wina lombardzkie
- Inferno
- Sassella
- Sfursat
- Franciacorta Brut
- Franciacorta rosso
- Lugana
- Bonarda dell’Oltrepò
- Barbera dell’Oltrepò
- Moscato dell’Oltrepò
- San Colombano